# Sweet Neo Con
"Sweet Neo Con" er en kontroversiel sang fra The Rolling Stones album i 2005 A Bigger Bang. 
Sangen er hovedsagelig en Jagger komposition, selvom den ligesom alle andre Stones sange bliver krediteret til Jagger/Richards. Den kom i fokus i medierne på grund af dens tekst;
| Citat | You call yourself a Christian; I think that you're a hypocrite; You say you are a patriot; I think that you're a crock of shit | Citat |
|       | |       |

Sangeren Mick Jagger benægtede at teksten skulle være blevet rettet direkte mod den amerikanske præsident George W. Bush. I et interview fra juli, 2005, med bladet Rolling Stone, blev han spurgt om sangen, og Jagger svarede:" Jeg ønsker ikke at over forklare den. Men den er meget direkte. Under præsidentvalget blev jeg spurgt af New York Daily News om hvilken side jeg var på. Jeg sagde det ikke var høfligt at vælge side i et fremmed valg. Men vi er ikke i et valg nu ." "
På sangen var det Jagger der spillede mundharmonika og bass og sang, mens han sammen med Richards spillede de elektriske guitarer. Charlie Watts spillede nummerets trommer 

### Fodnote
1. ↑  Sweet Neo Con
2. ↑  "Sweet Neo Con". Arkiveret fra originalen 31. oktober 2007. Hentet 12. februar 2008.